# Heteropogon rejectus
Heteropogon rejectus là một loài ruồi trong họ Asilidae. Heteropogon rejectus được Williston miêu tả năm 1901. Loài này phân bố ở vùng Tân nhiệt đới.